# Eline de Ruig
Eline de Ruig (Nieuwerkerk aan den IJssel, 13 augustus 1993) is een Nederlands verslaggever en entertainmentdeskundige.

## Carrière
De Ruig werd in 1993 geboren in Nieuwerkerk aan den IJssel, maar verhuisde al op jonge leeftijd naar Sint Nicolaasga. In Zwolle volgde ze de tv-journalistiek opleiding. Na haar opleiding werd ze entertainmentredacteur.
Van 2019 tot 2022 was De Ruig een van de vaste gezichten van het televisieprogramma Koffietijd. Ze nam daar de plek als entertainmentdeskundige over van Patrick Martens die een van de vaste presentatoren van het programma werd. In 2022 hield het programma Koffietijd op te bestaan.
Als verslaggever bezoekt De Ruig vele premières van grote musicals en deed ze verslag bij het Eurovisiesongfestival in 2019 vanuit Tel Aviv, in 2021 vanuit Rotterdam en in 2023 vanuit Liverpool.
Sinds november 2022 schuift De Ruig regelmatig als entertainmentspecialist aan bij Bert Haandrikman in zijn radioprogramma van Omroep Max op Radio 5. Ook is ze regelmatig side-kick van Haandrikman. Op televisie schuift De Ruig sinds juli 2023 regelmatig als entertainmentdeskundige aan in het programma Shownieuws. Als deskundige op het gebied van musicals, informeert ze de kijker over de nieuwste musicals en reikt ze ieder jaar de nominaties voor de Musical Awards uit. In het najaar van 2024 presenteert De Ruig het nieuwe RTL 4 televisieprogramma Op weg naar Shrek.
In 2025 deed De Ruig mee aan het televisieprogramma De kwis met ballen VIPS.